# Stazione di Kamimoku
La stazione di Kamimoku (上牧駅?, Kamimoku-eki) è una stazione ferroviaria situata nella cittadina di Minakami, nella prefettura di Gunma della regione del Kantō, in Giappone. Presso questa stazione passa la linea Jōetsu della JR East.

## Linee e servizi
East Japan Railway Company
■ Linea Jōetsu

## Struttura
La stazione è dotata di due marciapiedi laterali con due binari passanti posti su un terrapieno. Il fabbricato viaggiatori è posto a valle, collegato ai binari da una lunga scala, alla metà della quale si dirama il sottopassaggio per il secondo binario. La stazione dispone di supporto alla bigliettazione elettronica Suica.
| 1 | ■ Linea Jōetsu | per Minakami, Koide, Urasa, Nagaoka e Niigata |
| 2 | ■ Linea Jōetsu | per Shibukawa, Takasaki, Ōmiya e Ueno         |

## Stazioni adiacenti
| «            | Servizio     | »            |
| Linea Jōetsu | Linea Jōetsu | Linea Jōetsu |
| ------------ | ------------ | ------------ |
| Gokan        | -            | Minakami     |